# Chặng đua GP Pháp
Chặng đua GP Pháp (tên chính thức Grand Prix de France) là một chặng đua của giải đua xe Công thức 1 vô địch thế giới diễn ra hàng năm. Các đội đua thi đấu ở trường đua Paul Ricard ở Pháp.

## Lịch sử
GP Pháp là một trong những giải đua xe đầu tiên trên thế giới, nó được tổ chức lần đầu vào năm 1906. Đến năm 1950, nó được sáp nhập và trở thành một chặng đua của giải đua xe Công thức 1 vô địch thế giới. Người chiến thắng chặng đua F1 Pháp đầu tiên là huyền thoại Juan Manuel Fangio.
Đây là chặng đua từng được rất nhiều trường đua đăng cai. Tay đua giành được nhiều chiến thắng nhất là Michael Schumacher, tất cả 8 chiến thắng của ông đều diễn ra ở trường đua Magny Cours. 
Nó từng có giai đoạn từ năm 2009-2017 không được tổ chức vì lý do kinh phí. Từ năm 2018, trường đua Paul Ricard là địa điểm đăng cai thường xuyên chặng đua này. Năm 2018-2019, người chiến thắng đều là Lewis Hamilton. 
Năm 2020, chặng đua bị hủy bỏ do đại dịch COVID-19.
Năm 2021, Max Verstappen đã sử dụng chiến thuật 2 pit, đến cuối cuộc đua có pha vượt mặt trực tiếp Lewis Hamilton để giành chiến thắng.

## Kết quả theo năm

Trường đua Magny-Cours tổ chức chặng đua giai đoạn 1992 đến 2002

Trường đua Magny-Cours tổ chức chặng đua năm 1991

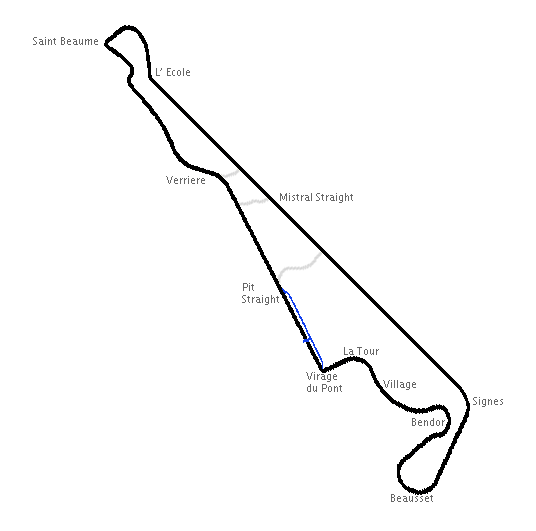
Trường đua Paul Ricard tổ chức chặng đua giai đoạn 1971 đến 1985

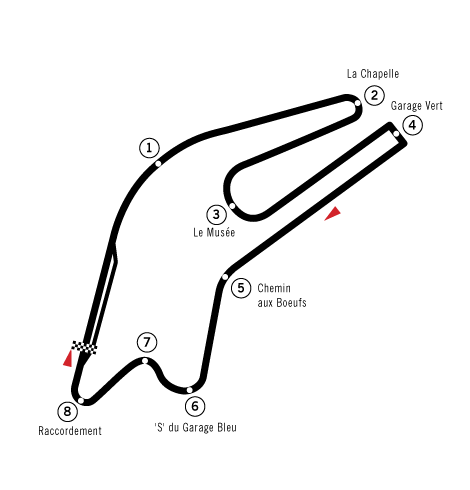
Trường đua Le Mans Bugatti tổ chức chặng đua năm 1967

Trường đua Lyon-Parilly tổ chức năm 1947

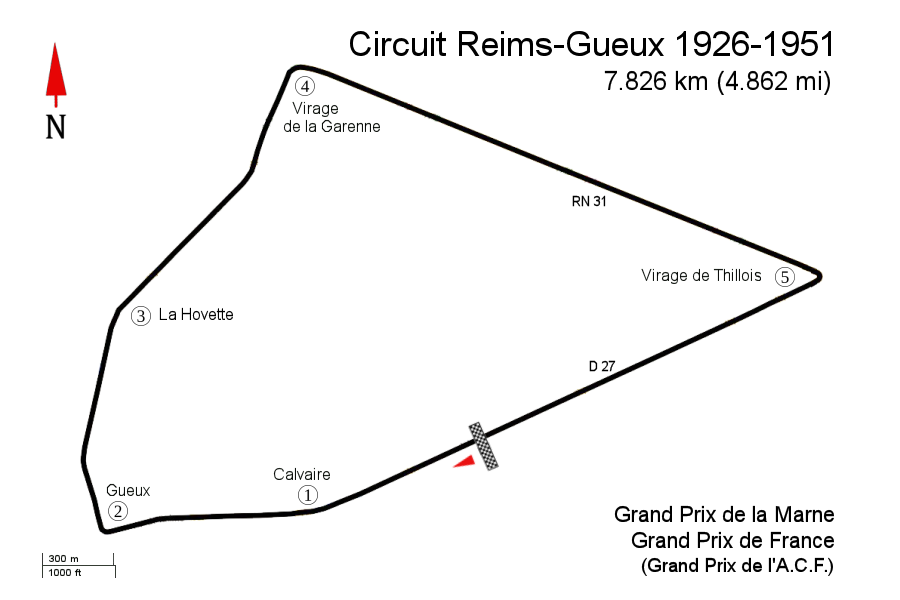
Trường đua Reims-Gueux tổ chức giải đua trong các năm 1932, 1938, 1939 và từ 1948 đến 1951

Trường đua Montlhéry tổ chức giải đua trong giai đoạn 1925-1937

Trường đua Le Mans tổ chức giải đua năm 1906

| Năm         | Tay đua                                  | Đội đua                                  | Trường đua                               | Chi tiết                                 |
| ----------- | ---------------------------------------- | ---------------------------------------- | ---------------------------------------- | ---------------------------------------- |
| 1906        | Ferenc Szisz                             | Renault                                  | Le Mans                                  | Chi tiết                                 |
| 1907        | Felice Nazzaro                           | Fiat                                     | Dieppe                                   | Chi tiết                                 |
| 1908        | Christian Lautenschlager                 | Mercedes                                 | Dieppe                                   | Chi tiết                                 |
| 1909 – 1911 | Không tổ chức                            | Không tổ chức                            | Không tổ chức                            | Không tổ chức                            |
| 1912        | Georges Boillot                          | Peugeot                                  | Dieppe                                   | Chi tiết                                 |
| 1913        | Georges Boillot                          | Peugeot                                  | Amiens                                   | Chi tiết                                 |
| 1914        | Christian Lautenschlager                 | Mercedes                                 | Lyon                                     | Chi tiết                                 |
| 1915 – 1920 | Không tổ chức vì Chiến tranh thế giới I  | Không tổ chức vì Chiến tranh thế giới I  | Không tổ chức vì Chiến tranh thế giới I  | Không tổ chức vì Chiến tranh thế giới I  |
| 1921        | Jimmy Murphy                             | Duesenberg                               | Le Mans                                  | Chi tiết                                 |
| 1922        | Felice Nazzaro                           | Fiat                                     | Strasbourg                               | Chi tiết                                 |
| 1923        | Henry Segrave                            | Sunbeam                                  | Tours                                    | Chi tiết                                 |
| 1924        | Giuseppe Campari                         | Alfa Romeo                               | Lyon                                     | Chi tiết                                 |
| 1925        | Robert Benoist Albert Divo               | Delage                                   | Montlhéry                                | Chi tiết                                 |
| 1926        | Jules Goux                               | Bugatti                                  | Miramas                                  | Chi tiết                                 |
| 1927        | Robert Benoist                           | Delage                                   | Montlhéry                                | Chi tiết                                 |
| 1928        | William Grover-Williams                  | Bugatti                                  | Saint-Gaudens                            | Chi tiết                                 |
| 1929        | William Grover-Williams                  | Bugatti                                  | Le Mans                                  | Chi tiết                                 |
| 1930        | Philippe Étancelin                       | Bugatti                                  | Pau                                      | Chi tiết                                 |
| 1931        | Louis Chiron Achille Varzi               | Bugatti                                  | Montlhéry                                | Chi tiết                                 |
| 1932        | Tazio Nuvolari                           | Alfa Romeo                               | Reims                                    | Chi tiết                                 |
| 1933        | Giuseppe Campari                         | Maserati                                 | Montlhéry                                | Chi tiết                                 |
| 1934        | Louis Chiron                             | Alfa Romeo                               | Montlhéry                                | Chi tiết                                 |
| 1935        | Rudolf Caracciola                        | Mercedes-Benz                            | Montlhéry                                | Chi tiết                                 |
| 1936        | Jean-Pierre Wimille Raymond Sommer       | Bugatti                                  | Montlhéry                                | Chi tiết                                 |
| 1937        | Louis Chiron                             | Talbot                                   | Montlhéry                                | Chi tiết                                 |
| 1938        | Manfred von Brauchitsch                  | Mercedes                                 | Reims                                    | Chi tiết                                 |
| 1939        | Hermann Paul Müller                      | Auto Union                               | Reims                                    | Chi tiết                                 |
| 1940 – 1946 | Không tổ chức vì chiến tranh thế giới II | Không tổ chức vì chiến tranh thế giới II | Không tổ chức vì chiến tranh thế giới II | Không tổ chức vì chiến tranh thế giới II |
| 1947        | Louis Chiron                             | Talbot-Lago                              | Lyon-Parilly                             | Chi tiết                                 |
| 1948        | Jean-Pierre Wimille                      | Alfa Romeo                               | Reims                                    | Chi tiết                                 |
| 1949        | Louis Chiron                             | Talbot-Lago                              | Reims                                    | Chi tiết                                 |
| 1949        | Charles Pozzi                            | Delahaye                                 | Saint-Gaudens                            | Chi tiết                                 |
| 1950        | Juan Manuel Fangio                       | Alfa Romeo                               | Reims                                    | Chi tiết                                 |
| 1951        | Luigi Fagioli Juan Manuel Fangio         | Alfa Romeo                               | Reims                                    | Chi tiết                                 |
| 1952        | Alberto Ascari                           | Ferrari                                  | Rouen                                    | Chi tiết                                 |
| 1953        | Mike Hawthorn                            | Ferrari                                  | Reims                                    | Chi tiết                                 |
| 1954        | Juan Manuel Fangio                       | Mercedes                                 | Reims                                    | Chi tiết                                 |
| 1955        | Không tổ chức vì thảm họa Le Mans 1955   | Không tổ chức vì thảm họa Le Mans 1955   | Không tổ chức vì thảm họa Le Mans 1955   | Không tổ chức vì thảm họa Le Mans 1955   |
| 1956        | Peter Collins                            | Ferrari                                  | Reims                                    | Chi tiết                                 |
| 1957        | Juan Manuel Fangio                       | Maserati                                 | Rouen                                    | Chi tiết                                 |
| 1958        | Mike Hawthorn                            | Ferrari                                  | Reims                                    | Chi tiết                                 |
| 1959        | Tony Brooks                              | Ferrari                                  | Reims                                    | Chi tiết                                 |
| 1960        | Jack Brabham                             | Cooper-Climax                            | Reims                                    | Chi tiết                                 |
| 1961        | Giancarlo Baghetti                       | Ferrari                                  | Reims                                    | Chi tiết                                 |
| 1962        | Dan Gurney                               | Porsche                                  | Rouen                                    | Chi tiết                                 |
| 1963        | Jim Clark                                | Lotus-Climax                             | Reims                                    | Chi tiết                                 |
| 1964        | Dan Gurney                               | Brabham-Climax                           | Rouen                                    | Chi tiết                                 |
| 1965        | Jim Clark                                | Lotus-Climax                             | Charade                                  | Chi tiết                                 |
| 1966        | Jack Brabham                             | Brabham-Repco                            | Reims                                    | Chi tiết                                 |
| 1967        | Jack Brabham                             | Brabham-Repco                            | Le Mans                                  | Chi tiết                                 |
| 1968        | Jacky Ickx                               | Ferrari                                  | Rouen                                    | Chi tiết                                 |
| 1969        | Jackie Stewart                           | Matra-Ford                               | Charade                                  | Chi tiết                                 |
| 1970        | Jochen Rindt                             | Lotus-Ford                               | Charade                                  | Chi tiết                                 |
| 1971        | Jackie Stewart                           | Tyrrell-Ford                             | Paul Ricard                              | Chi tiết                                 |
| 1972        | Jackie Stewart                           | Tyrrell-Ford                             | Charade                                  | Chi tiết                                 |
| 1973        | Ronnie Peterson                          | Lotus-Ford                               | Paul Ricard                              | Chi tiết                                 |
| 1974        | Ronnie Peterson                          | Lotus-Ford                               | Dijon                                    | Chi tiết                                 |
| 1975        | Niki Lauda                               | Ferrari                                  | Paul Ricard                              | Chi tiết                                 |
| 1976        | James Hunt                               | McLaren-Ford                             | Paul Ricard                              | Chi tiết                                 |
| 1977        | Mario Andretti                           | Lotus-Ford                               | Dijon                                    | Chi tiết                                 |
| 1978        | Mario Andretti                           | Lotus-Ford                               | Paul Ricard                              | Chi tiết                                 |
| 1979        | Jean-Pierre Jabouille                    | Renault                                  | Dijon                                    | Chi tiết                                 |
| 1980        | Alan Jones                               | Williams-Ford                            | Paul Ricard                              | Chi tiết                                 |
| 1981        | Alain Prost                              | Renault                                  | Dijon                                    | Chi tiết                                 |
| 1982        | René Arnoux                              | Renault                                  | Paul Ricard                              | Chi tiết                                 |
| 1983        | Alain Prost                              | Renault                                  | Paul Ricard                              | Chi tiết                                 |
| 1984        | Niki Lauda                               | McLaren-TAG                              | Dijon                                    | Chi tiết                                 |
| 1985        | Nelson Piquet                            | Brabham-BMW                              | Paul Ricard                              | Chi tiết                                 |
| 1986        | Nigel Mansell                            | Williams-Honda                           | Paul Ricard                              | Chi tiết                                 |
| 1987        | Nigel Mansell                            | Williams-Honda                           | Paul Ricard                              | Chi tiết                                 |
| 1988        | Alain Prost                              | McLaren-Honda                            | Paul Ricard                              | Chi tiết                                 |
| 1989        | Alain Prost                              | McLaren-Honda                            | Paul Ricard                              | Chi tiết                                 |
| 1990        | Alain Prost                              | Ferrari                                  | Paul Ricard                              | Chi tiết                                 |
| 1991        | Nigel Mansell                            | Williams-Renault                         | Magny-Cours                              | Chi tiết                                 |
| 1992        | Nigel Mansell                            | Williams-Renault                         | Magny-Cours                              | Chi tiết                                 |
| 1993        | Alain Prost                              | Williams-Renault                         | Magny-Cours                              | Chi tiết                                 |
| 1994        | Michael Schumacher                       | Benetton-Ford                            | Magny-Cours                              | Chi tiết                                 |
| 1995        | Michael Schumacher                       | Benetton-Renault                         | Magny-Cours                              | Chi tiết                                 |
| 1996        | Damon Hill                               | Williams-Renault                         | Magny-Cours                              | Chi tiết                                 |
| 1997        | Michael Schumacher                       | Ferrari                                  | Magny-Cours                              | Chi tiết                                 |
| 1998        | Michael Schumacher                       | Ferrari                                  | Magny-Cours                              | Chi tiết                                 |
| 1999        | Heinz-Harald Frentzen                    | Jordan-Mugen-Honda                       | Magny-Cours                              | Chi tiết                                 |
| 2000        | David Coulthard                          | McLaren-Mercedes                         | Magny-Cours                              | Chi tiết                                 |
| 2001        | Michael Schumacher                       | Ferrari                                  | Magny-Cours                              | Chi tiết                                 |
| 2002        | Michael Schumacher                       | Ferrari                                  | Magny-Cours                              | Chi tiết                                 |
| 2003        | Ralf Schumacher                          | Williams-BMW                             | Magny-Cours                              | Chi tiết                                 |
| 2004        | Michael Schumacher                       | Ferrari                                  | Magny-Cours                              | Chi tiết                                 |
| 2005        | Fernando Alonso                          | Renault                                  | Magny-Cours                              | Chi tiết                                 |
| 2006        | Michael Schumacher                       | Ferrari                                  | Magny-Cours                              | Chi tiết                                 |
| 2007        | Kimi Räikkönen                           | Ferrari                                  | Magny-Cours                              | Chi tiết                                 |
| 2008        | Felipe Massa                             | Ferrari                                  | Magny-Cours                              | Chi tiết                                 |
| 2009 – 2017 | Không tổ chức                            | Không tổ chức                            | Không tổ chức                            | Không tổ chức                            |
| 2018        | Lewis Hamilton                           | Mercedes                                 | Paul Ricard                              | Chi tiết                                 |
| 2019        | Lewis Hamilton                           | Mercedes                                 | Paul Ricard                              | Chi tiết                                 |
| 2020        | Không tổ chức vì đại dịch COVID-19       | Không tổ chức vì đại dịch COVID-19       | Không tổ chức vì đại dịch COVID-19       | Không tổ chức vì đại dịch COVID-19       |
| 2021        | Max Verstappen                           | Red Bull Racing-Honda                    | Paul Ricard                              | Chi tiết                                 |